# Glåmos kommun
Glåmos kommun (norska: Glåmos kommune) var tidigare en självständig kommun i dåvarande Sør-Trøndelag fylke. Kommunen blev upprättad år 1926, då Røros kommun blev delad i fyra, (Brekken, Glåmos, Røros och Røros landsogn). Glåmos hade vid upprättelsen 983 invånare.
Den 1 januari 1964 blev de fyra ovannämnda kommunerna hopslagna till en kommun med namnet Røros. Glåmos hade vid det laget en befolkning på 700 invånare.